# 1878
| [ Edytuj tabelę ]              | |
| Król Polski (tytularny)        | - 1855 Aleksander II Romanow 1881 |
| Emir Afganistanu               | - 1867 Szer Ali Chan 1879 |
| Współksiążęta Andory           | - 1853 Josep Caixal i Estradé 1879 - 1873 Patrice Mac-Mahon 1879 |
| Prezydent Argentyny            | - 1874 Nicolás Avellaneda 1880 |
| Cesarz Austrii                 | - 1848 Franciszek Józef I 1916 |
| Król Bawarii                   | - 1864 Ludwik II 1886 |
| Król Belgów                    | - 1865 Leopold II 1909 |
| Premier Belgii                 | - 1871 Jules Malou 1878 - 1878 H.-J.-W. Frère-Orban 1884 |
| Prezydent Boliwii              | - 1876 Hilarión Daza 1879 |
| Cesarz Brazylii                | - 1831 Pedro II 1889 |
| Sułtan Brunei                  | - 1852 Abdul Momin 1885 |
| Prezydent Chile                | - 1876 Aníbal Pinto 1881 |
| Cesarz Chin                    | - 1875 Guangxu 1908 |
| Król Czech                     | - 1848 Franciszek Józef I 1916 |
| Król Danii                     | - 1863 Chrystian IX 1906 |
| Premier Danii                  | - 1875 Jacob Brønnum Scavenius Estrup 1894 |
| Dalajlama                      | - 1876 Thubten Gjaco 1933 |
| Prezydent Dominikany           | - 1876 Buenaventura Báez 1878 - 1878 rada państwa 1878 - 1878 Cesareo Guillermo 1878 - 1878 Ignacio María González 1878 - 1878 Ludowe przywództwo wojskowe 1878 - 1878 Jacinto de Castro (tymcz.) 1879 - 1878 rada państwa 1879 |
| Władca Egiptu                  | - 1863 Isma’il Pasza 1879 |
| Premier Egiptu                 | - 1872 Taufik Pasza 1878 - 1878 Nubar Pasza 1879 |
| Prezydent Ekwadoru             | - 1876 Ignacio de Veintermilla 1883 |
| Cesarz Etiopii                 | - 1871 Jan IV Kassa 1889 |
| Prezydent Francji              | - 1873 Patrice Mac-Mahon 1879 |
| Premier Francji                | - 1877 Jules Dufaure 1879 |
| Król Grecji                    | - 1863 Jerzy I 1913 |
| Prezydent Gwatemali            | - 1873 Justo Rufino Barrios 1885 |
| Prezydent Haiti                | - 1876 Pierre Théoma Boisrond-Canal 1879 |
| Król Hawajów                   | - 1874 Kalākaua 1891 |
| Król Hiszpanii                 | - 1874 Alfons XII 1885 |
| Premier Hiszpanii              | - 1875 Antonio Cánovas del Castillo 1879 |
| Król Holandii                  | - 1849 Wilhelm III 1890 |
| Premier Holandii               | - 1877 Jan Kappeyne van de Coppello 1879 |
| Prezydent Hondurasu            | - 1876 Marco Aurelio Soto 1883 |
| Szach Iranu                    | - 1848 Naser ad-Din Szah 1896 |
| Król Irlandii                  | - 1837 Wiktoria Hanowerska 1901 |
| Cesarz Japonii                 | - 1867 Mutsuhito 1912 |
| Kalif                          | - 1876 Abdülhamid II 1909 |
| Premier Kanady                 | - 1873 Alexander Mackenzie 1878 - 1878 John Macdonald 1891 |
| Emir Kataru                    | - 1847 Muhammad ibn Sani 1878 - 1878 Kasim ibn Muhammad Al Sani 1913 |
| Prezydent Kolumbii             | - 1876 Aquileo Parra 1878 - 1878 Julián Trujillo 1880 |
| Patriarcha Konstantynopola     | - 1873 Joachim II 1878 - 1878 Joachim III 1884 |
| Władca Korei                   | - 1863 Kojong 1907 |
| Prezydent Kostaryki            | - 1877 Tomás Guardia Gutiérrez 1882 |
| Emir Kuwejtu                   | - 1866 Abd Allah II 1892 |
| Prezydent Liberii              | - 1876 James Spriggs-Payne 1878 - 1878 Anthony Gardiner 1883 |
| Książę Liechtensteinu          | - 1858 Jan II Dobry 1929 |
| Wielki książę Luksemburga      | - 1849 Wilhelm III 1890 |
| Premier Luksemburga            | - 1874 Baron de Blochausen 1885 |
| Sułtan Maroka                  | - 1873 Hassan I 1894 |
| Prezydent Meksyku              | - 1876 Porfirio Díaz 1880 |
| Książę Monako                  | - 1856 Karol III 1889 |
| Król Nepalu                    | - 1847 Surendra 1881 |
| Premier Nepalu                 | - 1877 Rana Udip Singh Bahadur Rana 1885 |
| Cesarz Niemiec                 | - 1871 Wilhelm I Hohenzollern 1888 |
| Kanclerz Niemiec               | - 1871 Otto von Bismarck 1890 |
| Prezydent Nikaragui            | - 1875 Pedro Joaquín Chamorro Alfaro 1879 |
| Król Norwegii                  | - 1872 Oskar II 1905 |
| Premier Nowej Zelandii         | - 1877 George Grey 1879 |
| Sułtan Omanu                   | - 1870 Turki ibn Sa’id 1888 |
| Papież                         | - 1846 Pius IX 1878 - 1878 Leon XIII 1903 |
| Prezydent Paragwaju            | - 1877 Higinio Uriarte 1878 - 1878 Cándido Bareiro 1880 |
| Prezydent Peru                 | - 1876 Mariano Ignacio Prado 1879 |
| Król Portugalii                | - 1861 Ludwik 1889 |
| Król Prus                      | - 1861 Wilhelm I 1888 |
| Car Rosji                      | - 1855 Aleksander II 1881 |
| Książę Rumunii                 | - 1866 Karol I 1881 |
| Premier Rumunii                | - 1876 Ion Brătianu 1881 |
| Król Saksonii                  | - 1873 Albert I Wettyn 1902 |
| Prezydent Salwadoru            | - 1876 Rafael Zaldívar 1885 |
| Kapitanowie Regenci San Marino | - 1877 Giuliano Belluzzi Pietro Ugolini 1878 - 1878 Domenico Fattori Marino Babboni 1878 - 1878 Camillo Bonelli Pietro Berti 1879                                                                                               |
| Książę Serbii                  | - 1868 Milan I Obrenowić 1882 |
| Prezydent Szwajcarii           | - 1878 Karl Schenk 1878 |
| Król Szwecji                   | - 1872 Oskar II 1907 |
| Premier Szwecji                | - 1876 Louis De Geer 1880 |
| Król Tajlandii                 | - 1868 Chulalongkorn 1910 |
| Król Tonga                     | - 1875 Jerzy Tupou I 1893 |
| Premier Tonga                  | - 1876 Tēvita ʻUnga 1879 |
| Sułtan Turków                  | - 1876 Abdülhamid II 1909 |
| Prezydent Urugwaju             | - 1876 Lorenzo Latorre 1880 |
| Prezydent USA                  | - 1877 Rutherford Hayes 1881 |
| Prezydent Wenezueli            | - 1877 Francisco Linares Alcántara 1878 - 1878 José Gregorio Valera 1879 |
| Król Węgier                    | - 1848 Franciszek Józef I 1916 |
| Premier Węgier                 | - 1875 Kálmán Tisza 1890 |
| Monarcha Wielkiej Brytanii     | - 1837 Wiktoria 1901 |
| Premier Wielkiej Brytanii      | - 1874 Benjamin Disraeli 1880 |
| Cesarz Wietnamu                | - 1847 Tự Đức 1883 |
| Król Włoch                     | - 1861 Wiktor Emanuel II 1878 - 1878 Humbert I 1900 |

Rok 1878 / MDCCCLXXVIII
stulecia: XVIII wiek ~
XIX wiek ~
XX wiek

dziesięciolecia:
1840–1849 •
1850–1859 •
1860–1869 •
1870–1879
• 1880–1889
• 1890–1899
• 1900–1909

lata: 1868 «
1873 «
1874 «
1875 «
1876 «
1877 «
1878
» 1879
» 1880
» 1881
» 1882
» 1883
» 1888

## Wydarzenia w Polsce
- 26 września – otwarto Wielką Synagogę na Tłomackiem w Warszawie. Pomimo zakazu władz Izaak Cylkow wygłosił kazanie po polsku.
- 28 września – w Krakowie zaprezentowano publiczności obraz Jana Matejki Bitwa pod Grunwaldem.

- Uroczystość wręczenia Janowi Matejce berła na znak jego panowania w sztuce. Aktu dokonał prezydent Krakowa Mikołaj Zyblikiewicz.
- Powstała orkiestra dęta we wsi Szalowa.

## Wydarzenia na świecie
- 5 stycznia – X wojna rosyjsko-turecka: rozpoczęła się czwarta bitwa pod Szipką, w której Rosjanie odnieśli decydujące zwycięstwo.
- 7 stycznia – Anthony Gardiner został prezydentem Liberii.
- 9 stycznia:
  - Humbert I wstąpił na tron Włoch.
  - X wojna rosyjsko-turecka: kapitulacja wojsk tureckich podczas bitwy pod Szejnową.
- 17 stycznia – X wojna rosyjsko-turecka: armia rosyjska odniosła decydujące zwycięstwo w bitwie pod Płowdiwem.
- 23 stycznia – Benjamin Disraeli wysłał flotę brytyjska w rejon Dardaneli.
- 2 lutego – inauguracja wystawy światowej w Paryżu.
- 10 lutego – podpisano układ w Zanjón(inne języki) kończący wojnę dziesięcioletnią na Kubie między miejscowymi powstańcami a Hiszpanami.
- 19 lutego – Thomas Alva Edison opatentował fonograf.
- 20 lutego – kardynał Joachim Pecci został wybrany na papieża. Przyjął imię Leona XIII.
- 21 lutego – New Haven: wydano pierwszą na świecie książkę telefoniczną.
- 3 marca – zawarto traktat w San Stefano (koniec wojny rosyjsko-tureckiej, uzyskanie niepodległości przez Bułgarię, Serbię i Rumunię).
- 7 marca – założono Uniwersytet Zachodniego Ontario z siedzibą w mieście London.
- 11 marca – w Montrealu oddano do użytku ratusz miejski.
- 24 marca:
  - Benedetto Cairoli został premierem Włoch.
  - korweta HMS „Eurydice” zatonęła w czasie sztormu u wybrzeży brytyjskiej wyspy Wight. Zginęło ponad 300 marynarzy.
- 30 marca – rozegrano pierwszy mecz finałowy o Puchar Walii w piłce nożnej, w którym Wrexham F.C. pokonał Druids F.C. 1:0.
- 1 kwietnia – została rozwiązana unia realna prowincji Prusy. Nastąpił podział prowincji na Prusy Zachodnie ze stolicą w Gdańsku i Prusy Wschodnie ze stolicą w Królewcu. Powrócono do sytuacji sprzed 1824 roku.
- 11 kwietnia – francuski astronom Jérôme Coggia odkrył planetoidę (187) Lamberta.
- 21 kwietnia – papież Leon XIII wydał encyklikę Inscrutabili Dei consilio.
- 11 maja – anarchista Max Hödel oddał niecelne strzały z rewolweru w kierunku karocy, którą po ulicy Unter den Linden w Berlinie jechali cesarz Wilhelm I Hohenzollern i jego córka Ludwika Maria.
- 15 maja – powstała Tokijska Giełda Papierów Wartościowych.
- 31 maja – w pobliżu brytyjskiego Folkestone doszło do zderzenia niemieckich pancerników SMS „König Wilhelm” i SMS „Großer Kurfürst”, w wyniku czego drugi z nich zatonął wraz z 284 członkami załogi.
- 1 czerwca – rozpoczęła działalność Tokijska Giełda Papierów Wartościowych.
- 4 czerwca – Turcja i Wielka Brytania podpisały tajną konwencję, przekazującą stronie brytyjskiej kontrolę nad Cyprem w zamian za poparcie w wojnie rosyjsko-tureckiej.
- 10 czerwca – powstała albańska organizacja polityczna Liga Prizreńska.
- 13 czerwca–13 lipca – obrady kongresu berlińskiego (Austro-Węgry otrzymały na okres 30 lat władzę cywilną i wojskową w Bośni i Hercegowinie).
- 18 czerwca – José Jorge Loayza został po raz drugi premierem Peru.
- 1 lipca – w Prizrenie w Serbii powstała Liga Albańska.
- 12 lipca – Cypr przeszedł spod panowania tureckiego pod rządy Wielkiej Brytanii.
- 14 lipca – strajk generalny kolei w USA.
- 24 sierpnia – uruchomiono pierwszą linię tramwajową w Wellington, stolicy Nowej Zelandii.
- 22 września – w Moskwie powstała Rosyjska Akademia Sztuki Teatralnej.
- 14 października – w angielskim Sheffield rozegrano pierwszy w historii mecz piłkarski przy świetle elektrycznym z lamp łukowych.
- 2 listopada – Charilaos Trikupis został po raz drugi premierem Grecji.
- 17 listopada – premier Włoch Benedett Cairoli uchronił w Neapolu króla Humberta I przed oddanymi przez zamachowca strzałami, zasłaniając go własnym ciałem.
- 22 listopada – II wojna brytyjsko-afgańska: zwycięstwo Brytyjczyków w bitwie pod Ali Masjid.
- 12 grudnia – w stanie Nowy Jork po raz ostatni zaobserwowano w naturze wymarły obecnie gatunek kaczki labradorskiej.
- 28 grudnia – w swej encyklice Quod apostolici muneris nowo obrany papież Leon XIII potępił socjalizm i nihilizm.

- Powstało państwo bułgarskie, w pełni niepodległe od 1908 po oficjalnym przyłączeniu Rumelii Wschodniej.
- W Chalais-Meudon armia francuska założyła swój pierwszy park aeronautyczny (do 1905 kierował nim Charles Renard).
- Założono klub piłkarski Newton Heath, od 1902 znany jako Manchester United F.C.
- Eadweard Muybridge dokonał zdjęć Galopująca Sallie Gardner.

## Urodzili się
- 1 stycznia:
  - Agner Krarup Erlang, duński matematyk (zm. 1929)
  - Edwin F. Goldman, amerykański kompozytor pochodzenia żydowskiego (zm. 1956)
  - Jørgen Jensen, norweski jeździec sportowy (zm. 1970)
  - Robert Walthour, amerykański kolarz torowy (zm. 1949)
- 3 stycznia – Konstantin Batołow, bułgarski prawnik, polityk, dyplomata (zm. 1938)
- 4 stycznia:
  - Gerdt von Bassewitz, niemiecki pisarz (zm. 1923)
  - Tadeusz Godlewski, polski fizyk, wykładowca akademicki (zm. 1921)
  - Augustus John, walijski malarz (zm. 1961)
- 6 stycznia:
  - Hastings Lees-Smith, brytyjski polityk (zm. 1941)
  - Carl Sandburg, amerykański pisarz pochodzenia szwedzkiego (zm. 1967)
  - Antoni Zimniak, polski duchowny katolicki, biskup pomocniczy częstochowski (zm. 1943)
- 8 stycznia:
  - Millicent Bryant, australijska pionierka lotnictwa (zm. 1927)
  - Kazimierz Cwojdziński, polski matematyk, wykładowca akademicki (zm. 1948)
  - Frederic Charles Dreyer, brytyjski admirał (zm. 1956)
  - Kazimierz Jacynik, polski generał brygady (zm. 1965)
  - August Reichensperger, niemiecki entomolog, wykładowca akademicki (zm. 1962)
  - Wołodymyr Starosolski, ukraiński adwokat, socjolog, publicysta, polityk (zm. 1942)
- 9 stycznia:
  - Janusz Chmielowski, polski inżynier i taternik (zm. 1968)
  - John Watson, amerykański psycholog (zm. 1958)
- 10 stycznia:
  - Theodor Čejka, czeski esperantysta (zm. 1957)
  - John McLean, amerykański lekkoatleta, płotkarz (zm. 1955)
- 12 stycznia – Ferenc Molnár, węgierski pisarz (zm. 1952)
- 13 stycznia:
  - Pejo Jaworow, bułgarski poeta, dramatopisarz, działacz społeczny i rewolucyjny (zm. 1914)
  - Chen Jiongming, chiński wojskowy, polityk (zm. 1933)
  - Henrik Østervold, norweski żeglarz, medalista olimpijski (zm. 1957)
  - Antoni Szandlerowski, polski duchowny katolicki, teolog, poeta, dramaturg (zm. 1911)
- 14 stycznia:
  - Bohumil Kafka, czeski rzeźbiarz (zm. 1942)
  - Victor Segalen, francuski etnograf, archeolog, pisarz, poeta (zm. 1919)
  - Victor Trast, fiński slawista, wykładowca akademicki (zm. 1953)
- 15 stycznia – Neofit (Korobow), rosyjski biskup prawosławny (zm. 1937)
- 16 stycznia – Harry Carey, amerykański aktor (zm. 1947)
- 17 stycznia:
  - Chen Qimei, chiński polityk, działacz rewolucyjny (zm. 1916)
  - Philadelphia Jack O’Brien, amerykański bokser (zm. 1942)
  - Antonio Vignato, włoski duchowny katolicki, kombonianin, prefekt apostolski Nilu Równikowego, generał Misjonarzy Kombonian Serca Jezusowego (zm. 1954)
- 18 stycznia – Henri Baels, belgijski polityk, armator (zm. 1951)
- 19 stycznia:
  - Herbert Chapman, angielski piłkarz, trener (zm. 1934)
  - Henryk Ciemięga, polski poeta ludowy, działacz narodowy i społeczny (zm. 1932)[1]
- 20 stycznia – Eulogiusz (Markowski), rosyjski biskup prawosławny (zm. 1951)
- 22 stycznia – Paweł Pośpiech, polski duchowny katolicki, dziennikarz, wydawca, działacz narodowy, polityk, członek Naczelnej Rady Ludowej, poseł do Reichstagu i na Sejm Ustawodawczy (zm. 1922)
- 23 stycznia – Rutland Boughton, brytyjski kompozytor, pisarz muzyczny (zm. 1960)
- 25 stycznia – Ernst Alexanderson, szwedzko-amerykański inżynier, konstruktor, wynalazca (zm. 1975)
- 26 stycznia – Charles Magnusson, szwedzki producent i scenarzysta filmowy (zm. 1948)
- 27 stycznia – Konstantin Derjugin, rosyjski hydrobiolog (zm. 1938)
- 28 stycznia – Walter Kollo, niemiecki kompozytor (zm. 1940)
- 29 stycznia – John Cregan, amerykański lekkoatleta, średniodystansowiec (zm. 1965)
- 30 stycznia – Anton Hansen Tammsaare, estoński pisarz (zm. 1940)
- 31 stycznia:
  - Edwin Salisbury Carman, amerykański inżynier (zm. 1951)
  - Willem van Eysinga, holenderski prawnik, sędzia Stałego Trybunału Sprawiedliwości Międzynarodowej (zm. 1961)
- 1 lutego:
  - Jan Augustyński, polski filolog klasyczny, profesor gimnazjalny, działacz polonijny (zm. 1943)
  - George Campbell, kanadyjski zawodnik lacrosse (zm. 1972)
  - Hattie Caraway, amerykańska polityk, senator ze stanu Arkansas (zm. 1950)
  - Thoralf Glad, norweski żeglarz, medalista olimpijski (zm. 1969)
  - Walter Goehtz, niemiecki prawnik, urzędnik (zm. 1946)
  - Alfréd Hajós, węgierski pływak (zm. 1955)
  - Milan Hodža, czechosłowacki dziennikarz, polityk, premier Czechosłowacji, p.o. prezydenta Czechosłowacji (zm. 1944)
  - Franciszek Pius Radziwiłł, polski polityk (zm. 1944)
  - Charles Tate Regan, brytyjski ichtiolog (zm. 1943)
- 2 lutego – Edward Klich, polski slawista, wykładowca akademicki (zm. 1939)
- 3 lutego:
  - (lub 1883) Helena Arkawin, polska aktorka, reżyser (zm. 1943)
  - Gordon Coates, nowozelandzki polityk, premier Nowej Zelandii (zm. 1943)
- 4 lutego:
  - Dorofiej Bochan, rosyjski sztabskapitan, publicysta, tłumacz, emigracyjny poeta (zm. 1942)
  - Józef Chmielewski, polski inżynier architekt, przedsiębiorca (zm. 1956)
  - Louis Camille Maillard, francuski chemik, lekarz (zm. 1936)
  - Hryhorij Petrowski, ukraiński i radziecki polityk (zm. 1958)
- 5 lutego – André Citroën, francuski inżynier i przemysłowiec, założyciel wytwórni samochodowej (zm. 1935)
- 8 lutego – Martin Buber, żydowski filozof religii, badacz chasydyzmu (zm. 1965)
- 9 lutego:
  - Paweł Dudek, duchowny rzymskokatolicki (zm. 1964)[2]
  - Jan Adolf Hertz, polski publicysta, dramaturg, poeta, krytyk teatralny, tłumacz (zm. 1943)
- 10 lutego:
  - Jerzy Iwanowski, polski inżynier, działacz społeczny, polityk, minister spraw zagranicznych Litwy Środkowej, założyciel Unii Narodowo-Państwowej (zm. 1965)
  - Jadwiga Kunicka, polska działaczka socjalistyczna, społeczna i kobieca (zm. 1936)
  - Zdeněk Nejedlý, czechosłowacki muzykolog, polityk komunistyczny (zm. 1962)
- 11 lutego:
  - Walter Ewing, kanadyjski strzelec sportowy (zm. 1945)
  - Peder Lykkeberg, duński pływak (zm. 1944)
- 12 lutego – Serafin (Szarapow), rosyjski biskup prawosławny (zm. 1959)
- 13 lutego:
  - Mojżesz Deutscher, polski dziennikarz, polityk, senator RP pochodzenia żydowskiego (zm. 1941)
  - Juliusz Morawski, polski neurolog, psychiatra (zm. 1928)
- 14 lutego:
  - Kōki Hirota, japoński polityk, dyplomata, minister spraw zagranicznych, premier Japonii (zm. 1948)
  - Alfons Kühn, polski inżynier, polityk, minister komunikacji (zm. 1944)
  - Hans Ledwinka, czeski inżynier, konstruktor samochodów pochodzenia austriackiego (zm. 1967)
  - Wiktor Nogin, radziecki polityk (zm. 1924)
- 16 lutego:
  - Pamela Colman Smith, brytyjska malarka (zm. 1951)
  - Selim Palmgren, fiński pianista, kompozytor (zm. 1951)
- 18 lutego – Marija Uljanowa, radziecka rewolucjonistka, polityk (zm. 1937)
- 19 lutego – Lew Czorny, rosyjski myśliciel, działacz anarchoindywidualistyczny, poeta (zm. 1921)
- 20 lutego – Henry S. Benedict, amerykański prawnik, polityk (zm. 1930)
- 22 lutego:
  - George Bryant, amerykański łucznik sportowy (zm. 1938)
  - Walther Ritz, szwajcarski fizyk (zm. 1909)
- 24 lutego:
  - Gaston Alibert, francuski szermierz (zm. 1917)
  - Felix Bernstein, niemiecki matematyk (zm. 1956)
  - Michaił Kiedrow, rosyjski socjaldemokrata i komunista, funkcjonariusz Czeka, urzędnik państwowy w ZSRR (zm. 1941)
- 28 lutego:
  - Aleksander Altman, francuski malarz pejzażysta pochodzenia ukraińsko-żydowskiego (zm. 1932)
  - Zdzisław Birnbaum, polski skrzypek, dyrygent pochodzenia żydowskiego (zm. 1921)
  - Pierre Fatou(inne języki), francuski matematyk, astronom (zm. 1929)
  - Artur Kapp, estoński kompozytor (zm. 1952)
- 1 marca – Aleksander Wasilewski, polski lekarz, bakteriolog oraz epidemiolog (zm. 1924)
- 3 marca – Leopold Jessner(inne języki), niemiecki reżyser filmowy (zm. 1945)
- 4 marca – Takeo Arishima, japoński pisarz (zm. 1923)
- 6 marca – Józef Maria Cassant, francuski trapista, błogosławiony katolicki (zm. 1903)
- 7 marca:
  - Christiaan Brosch, holenderski strzelec sportowy (zm. 1969)
  - Boris Kustodijew, rosyjski malarz, grafik (zm. 1927)
- 8 marca – Jan Szczepkowski, polski rzeźbiarz (zm. 1964)
- 9 marca – Stanisław Czajkowski, polski malarz (zm. 1954)
- 12 marca:
  - Musa Ćazim Ćatić, bośniacki poeta (zm. 1915)
  - Gemma Galgani, włoska mistyczka, stygmatyczka, święta katolicka (zm. 1903)
- 13 marca – Helena Krzemieniewska, polska uczona, mikrobiolog, profesor (zm. 1966)
- 14 marca:
  - Stanisław Dudziński, polski duchowny katolicki, działacz społeczny i niepodległościowy (zm. 1942)
  - Alexander Du Toit, południowoafrykański geolog (zm. 1948)
  - Kazimierz Zdziechowski, polski ziemianin, pisarz, publicysta, krytyk literacki (zm. 1942)
- 15 marca – Robert Jacquinot de Besange – francuski jezuita (zm. 1946)
- 16 marca:
  - hrabia Klemens August von Galen, biskup niemieckiego pochodzenia, kardynał, błogosławiony (zm. 1946)
  - Henry B. Walthall, amerykański aktor (zm. 1936)
  - Reza Szah Pahlawi, szach Iranu (zm. 1944)
- 18 marca – Adam Ettinger, polski prawnik, kryminolog, działacz komunistyczny żydowskiego pochodzenia (zm. 1934)
- 20 marca:
  - Józef Jedlicz, polski poeta, prozaik, tłumacz (zm. 1955)
  - William Hobart Royce, amerykański pisarz, znawca twórczości Honoré de Balzaca (zm. 1963)
- 21 marca:
  - Pasquale Amato, włoski śpiewak operowy (baryton) (zm. 1942)
  - Domenico Bartolomei, włoski duchowny katolicki, Sługa Boży, Prałat honorowy Jego Świątobliwości (zm. 1938)
- 23 marca:
  - Hipolit Gliwic, polski ekonomista i inżynier górnik, działacz państwowy i gospodarczy, mason (zm. 1943)
  - Roman Hubczenko, polski aktor (zm. 1958)
- 28 marca:
  - Sołomon Łozowski, radziecki polityk pochodzenia żydowskiego (zm. 1952)
  - Abraham Walkowitz, amerykański malarz, grafik pochodzenia żydowskiego (zm. 1965)
- 30 marca – Robert Huber, fiński strzelec, medalista olimpijski (zm. 1946)
- 31 marca:
  - Tadeusz Cybulski, polski prawnik, malarz, rzeźbiarz, krytyk, scenograf (zm. 1954)
  - Jack Johnson, amerykański bokser (zm. 1946)
- 1 kwietnia:
  - Roman Brelewski, polski komandor porucznik inżynier Marynarki Wojennej, działacz katolicki (zm. ?)
  - Henryk Gąsiorowski, polski fotografik i krajoznawca (zm. 1947)
  - Ernest Mamboury, szwajcarski historyk sztuki, bizantynolog (zm. 1953)
  - Carl Sternheim, niemiecki pisarz (zm. 1942)
- 2 kwietnia – Antun Dobronić(inne języki), chorwacki kompozytor (zm. 1955)
- 3 kwietnia – Manuel de Jesús Troncoso de la Concha, dominikański prawnik, adwokat, wykładowca akademicki, polityk, wiceprezydent i prezydent Dominikany (zm. 1955)
- 5 kwietnia – Paul Weinstein, niemiecki wszechstronny lekkoatleta (zm. 1964)
- 6 kwietnia:
  - Erich Mühsam, niemiecki anarchista, dziennikarz, pisarz (zm. 1934)
  - Matarō Nagayo, japoński patolog (zm. 1941)
  - Abastenia St. Leger Eberle, amerykańska rzeźbiarka (zm. 1942)
- 9 kwietnia – Ignacy Drexler, polski urbanista (zm. 1930)
- 10 kwietnia – Maksymos IV Saigh, syryjski duchowny katolicki Kościoła melchickiego, kardynał, patriarcha Antiochii (zm. 1967)
- 11 kwietnia – Bernard Dembek, polski duchowny katolicki, biskup pomocniczy łomżyński (zm. 1937)
- 12 kwietnia – Nikołaj Piksanow, rosyjski historyk literatury i tekstolog (zm. 1969)
- 13 kwietnia:
  - Jan van der Hoeve, holenderski okulista (zm. 1952)
  - Johannes van Hoolwerff, holenderski żeglarz, medalista olimpijski (zm. 1962)
- 14 kwietnia – August Borms, flamandzki nacjonalista, kolaborant (zm. 1946)
- 15 kwietnia:
  - Pia Górska, polska pisarka, poetka, malarka, działaczka społeczna (zm. 1974)
  - Marceli Lemieszewski, polski prawnik, cywilista, adwokat, sędzia (zm. 1925)
  - Robert Walser, szwajcarski pisarz (zm. 1956)
- 16 kwietnia – Erik Wallerius, szwedzki żeglarz, medalista olimpijski (zm. 1967)
- 17 kwietnia:
  - Albert Canet, francuski tenisista (zm. 1930)
  - Dimitrios Petrokokinos, grecki tenisista (zm. 1942)
- 19 kwietnia – Włodzimierz Chomicki, polski piłkarz (zm. 1953)
- 20 kwietnia:
  - Maria Refugia od św. Anioła, hiszpańska karmelitanka misjonarka, męczennica, błogosławiona katolicka (zm. 1936)
  - José Miaja, hiszpański generał, polityk (zm. 1958)
- 21 kwietnia:
  - Charles d’Arbonneau, francuski generał (zm. 1974)
  - Albert Weisgerber, niemiecki malarz, grafik (zm. 1915)
- 22 kwietnia – Stanisław Jędrzejewski, polski działacz socjalistyczny i niepodległościowy (zm. 1909)
- 26 kwietnia – Rafał Guízar Valencia, meksykański biskup katolicki, święty (zm. 1938)
- 27 kwietnia:
  - Sadriddin Ajni, tadżycki i uzbecki pisarz, historyk, językoznawca, polityk (zm. 1954)
  - Wasilij Biskupski, rosyjski generał major, emigracyjny działacz kontrrewolucyjny, monarchista, kolaborant (zm. 1945)
  - Frank Gotch, amerykański zapaśnik, wrestler (zm. 1917)
  - John Rimmer, brytyjski lekkoatleta, długodystansowiec (zm. 1962)
- 28 kwietnia – Lionel Barrymore, amerykański aktor (zm. 1954)
- 30 kwietnia:
  - Fernand Gabriel, francuski kierowca wyścigowy (zm. 1943)
  - Paul Hazard, francuski historyk literatury i kultury (zm. 1944)
  - Władysław Witwicki, polski psycholog, filozof, tłumacz, lektor radiowy, teoretyk sztuki i artysta (zm. 1948)
- 1 maja – Charles McMurtrie, australijski rugbysta, medalista olimpijski (zm. 1951)
- 2 maja – Wacław Romuald Kochański, polski skrzypek, pedagog (zm. 1939)
- 4 maja – Hubert Brabec, polski pułkownik kawalerii (zm. 1939)
- 5 maja:
  - Robert Bing, niemiecko-szwajcarski lekarz neurolog (zm. 1956)
  - Edward James Gay, amerykański polityk, senator ze stanu Luizjana (zm. 1952)
  - Władimir Noskow, rosyjski działacz ruchu rewolucyjnego (zm. 1913)
  - Wim Schouten, holenderski żeglarz, olimpijczyk (zm. 1941)
- 7 maja:
  - Edward Mycielski-Trojanowski, polski ziemianin, działacz społeczny i gospodarczy, podróżnik (zm. 1954)
  - Thomas E. Penard, amerykański inżynier elektryk, ornitolog (zm. 1936)
  - Eugeniusz Śmiarowski, polski prawnik, polityk, poseł na Sejm RP (zm. 1932)
- 8 maja – Robert Ingersoll Aitken, amerykański rzeźbiarz, pedagog (zm. 1949)
- 10 maja – Gustav Stresemann, niemiecki polityk, kanclerz Niemiec, laureat Pokojowej Nagrody Nobla (zm. 1929)
- 12 maja – Massimo Bontempelli, włoski pisarz, dziennikarz, krytyk literacki (zm. 1960)
- 13 maja:
  - Muriel Robb, brytyjska tenisistka (zm. 1907)
  - Charles Vane-Tempest-Stewart, brytyjski arystokrata, polityk (zm. 1949)
- 15 maja – Zofia Sokolnicka, polska polityk, poseł na Sejm Ustawodawczy i na Sejm RP (zm. 1927)
- 16 maja:
  - Taylor Holmes, amerykański aktor (zm. 1959)
  - Antoni Ludwiczak, polski duchowny katolicki, bibliotekarz, działacz społeczny, męczennik (zm. 1942)
- 17 maja – Edwin Mills, brytyjski przeciągacz liny (zm. 1946)
- 18 maja – Johannes Terwogt, holenderski wioślarz (zm. 1977)
- 20 maja – Semen Lubarski, ukraiński nauczyciel, polityk, poseł na Sejm RP (zm. 1944)
- 21 maja – Konstanty Hrynakowski, polski chemik, krystalograf, farmaceuta (zm. 1938)
- 22 maja – Medard Downarowicz, polski polityk, poseł na Sejm RP, minister skarbu państwa oraz ochrony kultury i sztuk pięknych (zm. 1934)
- 23 maja:
  - Maria Celina od Ofiarowania Najświętszej Maryi Panny, francuska klaryska, błogosławiona katolicka (zm. 1897)
  - Howard Gaye, brytyjski aktor, reżyser i scenarzysta filmowy (zm. 1955)
- 24 maja – Helena Mniszkówna, polska pisarka (zm. 1943)
- 27 maja:
  - Bolesław Chomicz, polski działacz społeczny, organizator polskiej straży pożarnej, adwokat, przedsiębiorca (zm. 1959)
  - (lub 26 maja 1877) Isadora Duncan, amerykańska tancerka (zm. 1927)
  - Jack Egan, amerykański bokser (zm. 1950)
- 28 maja – Douglas Monypenny, szkocki rugbysta (zm. 1900)
- 29 maja:
  - Petro Karmanski, ukraiński poeta, tłumacz (zm. 1956)
  - Antoni Ponikowski, polski polityk, premier Polski (zm. 1949)
- 30 maja – Raymond Smith Dugan, amerykański astronom (zm. 1940)
- 2 czerwca – Wallace Hartley, brytyjski muzyk, dyrektor orkiestry na „Titanicu” (zm. 1912)
- 3 czerwca – Wanda Bibrowicz, polska tkaczka artystyczna (zm. 1954)
- 4 czerwca:
  - Władysław Byrka, polski prawnik, ekonomista, polityk, wicemarszałek Sejmu (zm. 1945)
  - Ludwig Dürr, niemiecki doktor inżynier, konstruktor lotniczy (zm. 1956)
- 5 czerwca:
  - Pierre Bovet, szwajcarski pedagog, psychiatra (zm. 1965)
  - Pancho Villa, meksykański przywódca partyzantki chłopskiej (zm. 1923)
- 9 czerwca – Marian Rembowski, polski polityk, wojewoda łódzki i białostocki (zm. 1961)
- 10 czerwca – Antoni Smoliński, polski radykalny polityk chłopski i komunistyczny (zm. 1964)
- 12 czerwca:
  - James Oliver Curwood, amerykański pisarz (zm. 1927)
  - Myrtle McAteer, amerykańska tenisistka (zm. 1952)
- 13 czerwca – Antoni Kamieński, polski inżynier metalurg, polityk, wojewoda łódzki, minister spraw wewnętrznych (zm. 1942)
- 14 czerwca – John S. Robertson, kanadyjski aktor i reżyser filmowy (zm. 1964)
- 15 czerwca – Margaret Abbott, amerykańska golfistka (zm. 1955)
- 16 czerwca – Arcangela Badosa Cuatrecasas, hiszpańska Służebnica Boża (zm. 1918)
- 17 czerwca:
  - Victor Cadet, francuski pływak (zm. 1911)
  - John Dallas, szkocki rugbysta, sędzia sportowy, prawnik (zm. 1942)
  - Adolf Maciesza, polski podpułkownik, antropolog, patolog, polityk, poseł na Sejm RP (zm. 1929)
- 20 czerwca – Władysław Tryliński, polski inżynier komunikacji (zm. 1956)
- 21 czerwca – Adolf Sas, polski podpułkownik lekarz pochodzenia żydowskiego (zm. 1951)
- 23 czerwca:
  - Léon Carré, francuski grafik, ilustrator (zm. 1942)
  - Adam Cybulski-Łada, polski krytyk literacki, historyk sztuki, poeta (zm. 1957)
- 26 czerwca:
  - Kerr Grant, australijski fizyk, wykładowca akademicki, urzędnik (zm. 1967)
  - Leopold Löwenheim, niemiecki matematyk, wykładowca akademicki pochodzenia żydowskiego (zm. 1957)
  - Albert Siklós(inne języki), węgierski kompozytor (zm. 1942)
  - Ernest Torrence, szkocki aktor (zm. 1933)
- 28 czerwca – Stanisław Brzozowski, polski filozof, pisarz, publicysta, krytyk literacki, tłumacz (zm. 1911)
- 1 lipca – Czesław Lewandowski, polski przedsiębiorca, samorządowiec (zm. 1923)
- 2 lipca – Georg Berlit, niemiecki współtwórca i dyrektor uzdrowiska w Polanicy-Zdroju (zm. 1946)
- 3 lipca – Jakow Jurowski, rosyjski działacz bolszewicki pochodzenia żydowskiego (zm. 1938)
- 4 lipca:
  - Lambertus Doedes, holenderski żeglarz, medalista olimpijski (zm. 1955)
  - Edward Jackett, brytyjski rugbysta, medalista olimpijski (zm. 1935)
  - Jan Skorobohaty-Jakubowski, polski generał brygady (zm. 1955)
- 6 lipca:
  - Mike Gore, amerykański właściciel kina (zm. 1953)
  - Ulrich Graf, niemiecki działacz nazistowski, Brigadeführer SS (zm. 1950)
  - Marmaduke Grove Vallejo, chilijski pułkownik, polityk socjalistyczny (zm. 1954)
  - Eino Leino, fiński poeta (zm. 1926)
- 8 lipca – Henryk Dudek, polski inżynier, oficer, urzędnik ministerialny (zm. 1954)
- 9 lipca – Richard Sheldon, amerykański lekkoatleta, kulomiot i dyskobol (zm. 1935)
- 10 lipca – Otto Freundlich, niemiecki malarz, rzeźbiarz, teoretyk pierwszej awangardy pochodzenia żydowskiego (zm. 1943)
- 11 lipca – Jan Marian Czerwiński, polski inżynier technolog, senator RP (zm. 1962)
- 12 lipca:
  - Harold Hackett, amerykański tenisista (zm. 1937)
  - Michaił Nikołajew, rosyjski rewolucjonista (zm. 1956)
- 13 lipca – Charles Daniélou, francuski poeta, prozaik, samorządowiec, polityk (zm. 1953)
- 14 lipca:
  - Henriette Brossin de Polanska, francuska malarka, medalistka olimpijska pochodzenia polskiego (zm. 1954)
  - Wilhelm Lührs, niemiecki geodeta, wykładowca akademicki (zm. 1945)
  - Morgan G. Sanders, amerykański polityk (zm. 1956)
- 15 lipca – Anna Coleman Ladd, amerykańska rzeźbiarka i protetyczka (zm. 1939)
- 18 lipca – Egill Reimers, norweski żeglarz, medalista olimpijski (zm. 1946)
- 20 lipca – George Hackenschmidt, estoński zapaśnik, strongman, wrestler (zm. 1968)
- 21 lipca – Rūdolfs Bangerskis, łotewski generał, polityk (zm. 1958)
- 22 lipca – Janusz Korczak, właściwie Henryk Goldszmit, polski lekarz, działacz społeczny, pisarz i pedagog żydowskiego pochodzenia (zm. 1942)
- 24 lipca – Lord Dunsany, brytyjski prozaik, dramaturg (zm. 1957)
- 25 lipca – George Cattanach, kanadyjski zawodnik lacrosse (zm. 1954)
- 27 lipca – Iwane Matsui, japoński generał, zbrodniarz wojenny (zm. 1948)
- 28 lipca – Guy Ballard, amerykański inżynier górniczy (zm. 1939)
- 29 lipca – Patrick McDonald, amerykański lekkoatleta, kulomiot pochodzenia irlandzkiego (zm. 1954)
- 31 lipca – Robert Bodley, południowoafrykański strzelec sportowy (zm. 1956)
- 1 sierpnia – José Pedro Montero, paragwajski lekarz, polityk, prezydent Paragwaju (zm. 1927)
- 2 sierpnia – Aino Kallas, fińska pisarka (zm. 1956)
- 5 sierpnia – Bernardyna Maria Jabłońska, polska albertynka, błogosławiona katolicka (zm. 1940)
- 8 sierpnia – Jadwiga Wiśniewska, polska aktorka (zm. 1944)
- 10 sierpnia:
  - Alfred Döblin, niemiecki pisarz, eseista, lekarz pochodzenia żydowskiego (zm. 1957)
  - Karl Geiler, niemiecki prawnik, adwokat, wykładowca akademicki, polityk (zm. 1953)
- 13 sierpnia:
  - Martin Borthen, norweski żeglarz, medalista olimpijski (zm. 1964)
  - Józef Mamica, polski duchowny luterański, kapelan wojskowy (zm. 1940)
  - Leonid Nikołajew, rosyjski pianista, kompozytor i pedagog (zm. 1942)
- 15 sierpnia:
  - Bronisław Dietl, polski polityk, prezydent Torunia (zm. 1952)
  - Arkadiusz (Jerszow), rosyjski biskup prawosławny, święty nowomęczennik (zm. 1937 lub 1938)
- 16 sierpnia:
  - Léon Binoche, francuski rugbysta, medalista olimpijski (zm. 1962)
  - Daminik Siamaszka, białoruski działacz społeczny, polityk (zm. 1932)
  - Shigeho Tanaka, japoński ichtiolog, wykładowca akademicki (zm. 1974)
- 17 sierpnia:
  - Stefan Czarnocki, polski geolog, inżynier górniczy (zm. 1947)
  - Józef Degórski, polski farmaceuta (zm. 1947)
  - Paul Ludwig Troost, niemiecki architekt (zm. 1934)
- 18 sierpnia – August Olsson, szwedzki żeglarz, olimpijczyk (zm. 1943)
- 19 sierpnia:
  - Władimir Adoratski, rosyjski rewolucjonista, działacz komunistyczny, wykładowca akademicki, filozof, urzędnik, działacz partyjny (zm. 1945)
  - Manuel Luis Quezon, filipiński polityk, prezydent Filipin (zm. 1944)
- 20 sierpnia:
  - Karl Birnbaum, niemiecko-amerykański lekarz psychiatra i neurolog (zm. 1950)
  - Jakub Deml, czeski duchowny katolicki, poeta, prozaik, tłumacz (zm. 1961)
  - Maria Assunta Pallota, włoska misjonarka, błogosławiona katolicka (zm. 1905)
- 22 sierpnia:
  - Edward Johnson, kanadyjski śpiewak operowy (tenor) (zm. 1959)
  - Ladislav Klíma, czeski pisarz, filozof (zm. 1928)
- 24 sierpnia – Romuald Wołyncewicz, polski generał brygady, inżynier (zm. 1929)
- 25 sierpnia:
  - Feliks Godowski, polski doktor praw, adwokat, pułkownik audytor (zm. 1940)
  - Stanisław Gołąb, polski prawnik (zm. 1939)
- 26 sierpnia:
  - Józef Antoni Gómez, hiszpański benedyktyn, męczennik, błogosławiony katolicki (zm. 1936)
  - Lina Stern, rosyjska lekarka, biochemiczka, fizjolożka (zm. 1968)
- 27 sierpnia – Piotr Wrangel, rosyjski generał, dowódca białej armii (zm. 1928)
- 28 sierpnia:
  - August Biskupski, polski pułkownik lekarz, doktor nauk medycznych (zm. 1940)
  - Eric Green, angielski hokeista na trawie (zm. 1972)
  - George Whipple, amerykański lekarz, laureat Nagrody Nobla (zm. 1976)
- 29 sierpnia – Józef Tarrats Comaposada, hiszpański jezuita, męczennik, błogosławiony (zm. 1936)
- 30 sierpnia – Aleksander Charzewski, podoficer Legionów Polskich (zm. 1916)
- 31 sierpnia – Czesław Białobrzeski, polski fizyk teoretyk, astrofizyk, filozof nauki, wykładowca akademicki (zm. 1953)
- 1 września:
  - Aleksandra Koburg, brytyjska księżniczka (zm. 1942)
  - Tullio Serafin, włoski dyrygent (zm. 1968)
- 2 września:
  - Werner von Blomberg, niemiecki feldmarszałek (zm. 1946)
  - Władysław Dziewulski, polski astronom (zm. 1962)
  - Maurice Fréchet, francuski matematyk (zm. 1973)
  - Milan Nedić, serbski generał, polityk, premier rządu kolaboracyjnego (zm. 1946)
- 3 września:
  - Helge Backlund, szwedzki geolog, petrograf, wykładowca akademicki (zm. 1958)
  - Dorothea Douglass Chambers, brytyjska tenisistka (zm. 1960)
  - Edmund Forster, niemiecki neurolog, psychiatra (zm. 1933)
- 4 września – Jan Morawski, polski prawnik, polityk, kierownik resortu sprawiedliwości (zm. 1940)
- 7 września – James Douglas, polski urzędnik konsularny, działacz socjalistyczny pochodzenia szkockiego (zm. 1956)
- 8 września – Théodore Aubert, szwajcarski adwokat, polityk, pisarz, alpinista (zm. 1963)
- 9 września:
  - Adelaide Crapsey, amerykańska poetka, krytyk literacki, nauczycielka (zm. 1914)
  - Arthur Fox, amerykański szermierz pochodzenia brytyjskiego (zm. 1958)
  - Sergio Osmeña, filipiński polityk, prezydent Filipin (zm. 1961)
  - Aleksandr Smirnow, radziecki polityk (zm. 1938)
- 12 września – Hugon Babel, polski podpułkownik żandarmerii i piechoty (zm. 1940)
- 13 września – Maria Chełkowska, polska działaczka społeczna i polityczna, filantropka (zm. 1960)
- 14 września:
  - Filip Ripoll Morata, hiszpański duchowny katolicki, męczennik, błogosławiony (zm. 1939)
  - Bronisław Piątkiewicz, polski geodeta (zm. 1966)
- 15 września – Wacław Brzeziński, polski śpiewak i pedagog (zm. 1955)
- 16 września:
  - Karl Albiker, niemiecki rzeźbiarz (zm. 1961)
  - Herwarth Walden, niemiecki pisarz, wydawca, kompozytor (zm. 1941)
- 17 września – Vincenzo Tommasini, włoski kompozytor (zm. 1950)
- 18 września:
  - Michaił Guriewicz, rosyjski psychiatra (zm. 1953)
  - Józef Jarzębski, polski skrzypek, pedagog (zm. 1955)
  - Łukasz Wolski, polski architekt (zm. 1948)
- 19 września – Czesław Andrycz, polski architekt, urzędnik konsularny, dyplomata (zm. 1943)
- 20 września:
  - Lizzy Lind af Hageby, szwedzka działaczka na rzecz praw zwierząt, pacyfistka, publicystka (zm. 1963)
  - Upton Sinclair, amerykański pisarz (zm. 1968)
- 21 września – Clara Westhoff, niemiecka rzeźbiarka (zm. 1954)
- 22 września:
  - Shōzō Makino, japoński reżyser i producent filmowy (zm. 1929)
  - Shigeru Yoshida, japoński polityk, premier (zm. 1967)
- 23 września – Hieronim Gintrowski, polski duchowny katolicki, Sługa Boży (zm. 1939)
- 24 września:
  - Ivan Bratt, szwedzki lekarz, polityk (zm. 1956)
  - Charles Ferdinand Ramuz, szwajcarski pisarz tworzący w języku francuskim (zm. 1947)
- 25 września:
  - Hugo Cederschiöld, szwedzki generał, strzelec sportowy (zm. 1968)
  - Tadeusz Chrostowski, polski ornitolog, podróżnik (zm. 1923)
  - Holger Thiele, amerykański astronom pochodzenia duńskiego (zm. 1946)
- 26 września:
  - Wiaczesław Bohdanowicz, białoruski teolog prawosławny, działacz społeczny, senator RP (zm. 1939 lub 1940)
  - Kurt von Hammerstein-Equord, niemiecki generał, szef sztabu Reichswehry (zm. 1943)
- 27 września:
  - Marian Dąbrowski, dziennikarz, wydawca, przedsiębiorca, największy potentat prasowy okresu międzywojennego (zm. 1958)
  - Luigi Federzoni, włoski polityk, pisarz (zm. 1967)
- 29 września – Mārtiņš Nukša, łotewski architekt, dyplomata, polityk (zm. 1942)
- 1 października:
  - Nikołaj Gołoszczapow, rosyjski generał major, emigracyjny publicysta, działacz polityczny i kombatancki (zm. 1963)
  - Othmar Spann, austriacki filozof, socjolog, ekonomista, wykładowca akademicki (zm. 1950)
- 3 października – Władimir Andriejew, rosyjski szablista (zm. 1940)
- 4 października – Selmar Aschheim, niemiecko-amerykański ginekolog pochodzenia żydowskiego (zm. 1965)
- 5 października:
  - Michaił Arnaudow, bułgarski etnograf, historyk, teoretyk literatury (zm. 1978)
  - Szczęsny Dettloff, polski duchowny katolicki, historyk sztuki, wykładowca akademicki (zm. 1961)
  - Louise Dresser, amerykańska aktorka (zm. 1965)
  - Ryszard Ordyński, polski reżyser i scenarzysta filmowy (zm. 1953)
- 6 października – Wacław Chodkowski, polski malarz (zm. 1953)
- 7 października:
  - Franciszek Frączkowski, polski aktor, reżyser teatralny, dyrektor teatrów (zm. 1931)
  - Adolf Kamiński, polski taternik, profesor gimnazjalny (zm. 1951)
- 8 października – Alceo Dossena, włoski rzeźbiarz, fałszerz dzieł sztuki (zm. 1937)
- 9 października – Maria Gabriela, księżna Bawarii (zm. 1912)
- 12 października:
  - Władimir Angilejew, rosyjski kapitan (zm. 1951)
  - Karl Buresch, austriacki polityk, kanclerz Austrii (zm. 1936)
- 13 października:
  - Karle Wilson Baker, amerykańska poetka (zm. 1960)
  - Stepan Szaumian, ormiański dziennikarz, działacz komunistyczny (zm. 1918)
- 15 października:
  - Hans Bergsland, norweski szermierz, szpadzista (zm. 1956)
  - Paul Reynaud, francuski polityk, premier Francji (zm. 1966)
- 16 października:
  - Maxey Long, amerykański lekkoatleta, sprinter (zm. 1959)
  - Teodor Taczak, polski duchowny katolicki, ksiądz prałat, profesor (zm. 1941)
- 18 października:
  - Alexander Čunderlík, słowacki generał (zm. 1947)
  - James Harper-Orr, szkocki hokeista na trawie, krykiecista (zm. 1956)
- 21 października:
  - Gyula Krúdy, węgierski pisarz (zm. 1933)
  - Uładzimir Piczeta, białoruski historyk, archeolog, wykładowca akademicki (zm. 1947)
- 23 października – Marcin Samlicki, polski malarz (zm. 1945)
- 26 października – José Ituarte Moscardó, hiszpański generał (zm. 1956)
- 27 października – Margaret Skeete, amerykańska superstulatka (zm. 1994)
- 28 października – Daniel Lowey, brytyjski przeciągacz liny (zm. 1951)
- 30 października – Artur Scherbius, niemiecki inżynier, przedsiębiorca (zm. 1929)
- 31 października:
  - Emil Bratro, polski inżynier budowy dróg, wykładowca akademicki (zm. 1944)
  - Aleksander Planas Saurí, hiszpański męczennik, błogosławiony katolicki (zm. 1936)
- 1 listopada:
  - Carlos Saavedra Lamas, argentyński prawnik, polityk, laureat Pokojowej Nagrody Nobla (zm. 1959)
  - Karol Taylor, polski inżynier, konstruktor silników spalinowych (zm. 1968)
- 2 listopada – Maria Librachowa, polska psycholog, wykładowczyni akademicka (zm. 1955)
- 3 listopada – Tomasz Lulek, polski prawnik (zm. 1962)
- 4 listopada:
  - Aleksander Berkenheim, rosyjsko-polski działacz spółdzielczy, samorządowiec pochodzenia żydowskiego (zm. 1932)
  - José Ángel Berraondo, hiszpański piłkarz, trener (zm. 1950)
  - Aleksander (Tołstopiatow), rosyjski biskup prawosławny (zm. 1945)
  - Stanisław Karol Władyczko, polski neurolog, psychiatra (zm. 1936)
- 5 listopada:
  - Max Ammermann, niemiecki wioślarz (zm. ?)
  - Michaił Arcybaszew, rosyjski pisarz (zm. 1927)
  - Kuźma Pietrow-Wodkin, rosyjski malarz, grafik (zm. 1939)
  - Dmitrij Trietjakow, ukraiński zoolog, anatom (zm. 1950)
- 6 listopada:
  - Cornelius Burdette, amerykański strzelec sportowy (zm. 1955)
  - Stanisław Śniatała, polski duchowny katolicki (zm. 1947)
- 8 listopada:
  - Charles Arentz, norweski żeglarz, medalista olimpijski (zm. 1939)
  - Dorothea Minola Bate, brytyjska paleontolog (zm. 1951)
  - Andrzej Witos, polski polityk, działacz ruchu ludowego, wiceprzewodniczący PKWN (zm. 1973)
- 9 listopada – Walter Drumheller, amerykański lekkoatleta, żołnierz, polityk (zm. 1958)
- 10 listopada – Jorge Ubico, gwatemalski generał, polityk, prezydent Gwatemali (zm. 1946)
- 11 listopada:
  - Werner Janensch, niemiecki paleontolog, geolog (zm. 1969)
  - Henryk Pachoński, polski historyk, nauczyciel, działacz niepodległościowy (zm. 1957)
- 12 listopada:
  - Zygmunt Brunner, polski malarz, grafik, karykaturzysta (zm. 1961)
  - Ambroży (Polański), rosyjski biskup prawosławny, nowomęczennik (zm. 1932)
- 13 listopada – Michaił Tkaczenko, radziecki leśnik, gleboznawca, wykładowca akademicki (zm. 1950)
- 14 listopada:
  - Inigo Campioni, włoski admirał (zm. 1944)
  - Louis Marcoussis, polsko-francuski malarz, grafik (zm. 1941)
  - Leopold Staff, polski poeta (zm. 1957)
- 15 listopada:
  - Erich Basarke, niemiecki architekt (zm. 1941)
  - Franciszek Ksawery Białas, polski sinolog, werbista, misjonarz, wykładowca akademicki (zm. 1936)
- 16 listopada:
  - Stanisław Buchholz, polski nauczyciel (zm. 1964)
  - Edmund Cedler, polski działacz socjalistyczny i komunistyczny (zm. 1941)
  - Alfons López López, hiszpański franciszkanin, męczennik, błogosławiony (zm. 1936)
  - Alojzy Łukawski, polski oficer, kawaler Orderu Virtuti Militari (zm. ?)
- 17 listopada:
  - Grace Abbott, amerykańska pracownica socjalna, urzędniczka państwowa (zm. 1939)
  - Berta Lask, niemiecka pisarka, dziennikarka pochodzenia żydowskiego (zm. 1967)
  - (lub 7 listopada) Lise Meitner, austriacka fizyk jądrowa pochodzenia żydowskiego (zm. 1968)
  - Stanisław Zdziarski, polski historyk literatury, slawista, folklorysta (zm. 1928)
- 18 listopada – Hubert Loutsch, luksemburski polityk, premier Luksemburga (zm. 1946)
- 21 listopada:
  - Gustav Radbruch, niemiecki filozof, prawnik (zm. 1949)
  - Stanisław Szurlej, polski doktor nauk prawnych, adwokat, publicysta, pułkownik audytor (zm. 1965)
- 23 listopada:
  - André Caplet, francuski kompozytor, dyrygent (zm. 1925)
  - Lionel Strongfort, niemiecki kulturysta, zapaśnik, gimnastyk (zm. 1967)
  - Holcombe Ward, amerykański tenisista (zm. 1967)
  - Oskar Zawisza, polski duchowny katolicki, kompozytor (zm. 1933)
- 25 listopada – Gustaw Simon, polski ekonomista, polityk, kierownik resortu pracy i polityki społecznej (zm. 1941)
- 26 listopada:
  - Jan Kwitek, polski działacz społeczny i patriotyczny, uczestnik powstań śląskich (zm. 1945)
  - Marshall Taylor, amerykański kolarz szosowy (zm. 1932)
- 27 listopada – Charles Dvorak, amerykański lekkoatleta, tyczkarz (zm. 1969)
- 28 listopada:
  - Nikołaj Awksientjew, rosyjski narodnik (zm. 1943)
  - Edith Hannam, brytyjska tenisistka (zm. 1951)
  - Peder Kolstad, norweski polityk, premier Norwegii (zm. 1932)
- 29 listopada:
  - John Henry Derbyshire, brytyjski pływak, piłkarz wodny (zm. 1938)
  - Hubert Lefèbvre, francuski rugbysta, medalista olimpijski (zm. 1937)
- 30 listopada – Ermanno Carlotto, włoski oficer marynarki wojennej (zm. 1900)
- 4 grudnia – Ołeksandr Ołeś, ukraiński poeta (zm. 1944)
- 5 grudnia – Dosyteusz (Vasić), serbski biskup prawosławny, metropolita zagrzebski (zm. 1945)
- 6 grudnia – Samuel Alexander Kinnier Wilson, brytyjski neurolog (zm. 1937)
- 7 grudnia – Akiko Yosano, japońska pisarka, poetka, feministka, pacyfistka, reformatorka społeczna (zm. 1942)
- 9 grudnia – Żelisław Grotowski, polski historyk przemysłu, dr ekonomii, nauczyciel, pomocnik bibliotekarza w Muzeum Polskim w Rapperswilu, żołnierz Legionów Polskich (zm. 1937)
- 10 grudnia:
  - Enrico Brusoni, włoski kolarz szosowy i torowy (zm. 1949)
  - Chakravarthi Rajagopalachari, indyjski polityk, prawnik, pisarz (zm. 1972)
- 11 grudnia – Jan Branicki, polski tytularny generał brygady (zm. 1941)
- 13 grudnia:
  - Adriana Budewska, bułgarska aktorka (zm. 1955)
  - Karol Jaroszyński, polski przedsiębiorca, finansista, filantrop (zm. 1929)
  - Aleksander Lutze-Birk, polski inżynier, działacz niepodległościowy, członek Organizacji Bojowej PPS (zm. 1974)
- 14 grudnia:
  - James Greenlees, szkocki rugbysta, sędzia sportowy, lekarz, edukator (zm. 1951)
  - Maria Płonowska, polska malarka (zm. 1955)
- 17 grudnia – Adam Dzięgielewski, polski działacz socjalistyczny i komunistyczny (zm. 1944)
- 18 grudnia:
  - Aleksander Piotrowski, polski psychiatra, neurolog (zm. 1933)
  - Józef Stalin, dożywotni dyktator Związku Radzieckiego (zm. 1953)
- 19 grudnia:
  - Kazimierz Jaroszyk, polski działacz narodowy na Warmii i Mazurach (zm. 1941)
  - Anton Lajovic, słoweński kompozytor (zm. 1960)
  - Teofil Trzciński, polski reżyser i dyrektor teatralny (zm. 1952)
- 20 grudnia – Igor Dula, słowacki polityk, lekarz (zm. 1951)
- 21 grudnia:
  - Alfred Chalke, brytyjski szermierz, szablista (zm. 1966)
  - Jan Łukasiewicz, polski matematyk (zm. 1956)
  - Jacek Woroniecki, polski dominikanin, teolog, tomista (zm. 1949)
- 23 grudnia:
  - Michaił Cereteli, gruziński arystokrata, dyplomata, emigracyjny historyk, filolog, wykładowca akademicki, pisarz, publicysta, działacz narodowy (zm. 1965)
  - Zija Dibra, albański polityk, wojskowy (zm. 1925)
- 24 grudnia – Józef Trzemeski, polski lekarz, generał i polarnik (zm. 1923)
- 27 grudnia:
  - Gino Giacomini, sanmaryński polityk (zm. 1962)
  - Leonard Glabisz, polski ekonomista, nauczyciel akademicki (zm. 1951)
- 28 grudnia – Nikołaj Briuchanow, radziecki polityk (zm. 1938)
- 29 grudnia – Felix Marie Abel, francuski biblista, dominikanin (zm. 1953)
- 30 grudnia – Erwin Guido Kolbenheyer, austriacki prozaik, poeta, dramaturg (zm. 1962)
- 31 grudnia:
  - Elizabeth Arden, amerykańska bizneswoman (zm. 1966)
  - Jerzy Karszniewicz, polski malarz (zm. 1945)
  - Horacio Quiroga, urugwajski pisarz (zm. 1937)

Data dzienna nieznana: 
- Michel Alerme, francuski pułkownik, publicysta (zm. 1949)
- John Anderson, angielski piłkarz (zm. ?)
- Nikolaos Andriakopulos, grecki gimnastyk (zm. ?)
- Opanas Andrijewski, ukraiński prawnik, polityk (zm. 1955)
- Arturo Araujo, salwadorski inżynier, polityk, prezydent Salwadoru (zm. 1967)
- Andżelika Bałabanowa, rosyjsko-włoska działaczka komunistyczna i socjaldemokratyczna (zm. 1965)
- Stefan Barciński, polski przemysłowiec (zm. 1939)
- Spiridon Belokas, grecki maratończyk (zm. ?)
- Renato Biasutti, włoski naukowiec (zm. 1965)
- Bruno Biedermann, polski przemysłowiec (zm. 1945)
- Adam Aleksander Bielski, polski artysta fotografik (zm. 1932)
- Albert Blaetter, niemiecki malarz-pejzażysta (zm. 1935)
- Irena Bohuss-Hellerowa, polska śpiewaczka operowa, aktorka (zm. 1926)
- Jan Bohuszewicz, polski malarz (zm. 1935)
- Józef Borkowski, polski kolarz szosowy i torowy, zapaśnik, sztangista (zm. 1909)
- Marko Bosznakow, bułgarski anarchista (zm. 1908)
- Jan Bulas, polski malarz, grafik, poeta (zm. po 1919)
- Bolesław Buyko, polski malarz (zm. 1939 lub 1940)
- Chryzostom II, grecki biskup prawosławny, arcybiskup Aten i całej Grecji (zm. 1968)
- André Chauvet, francuski strzelec, olimpijczyk (zm. ?)
- Maria Chaveau, polska śpiewaczka, aktorka teatralna i filmowa (zm. 1932)
- Róża Chen Aijie, chińska męczennica, święta katolicka (zm. 1900)
- Abraham Jehuda Chein, ukraiński rabin chasydzki, myśliciel anarcho-pacyfistyczny (zm. 1957)
- Roman Cichowski, polski adwokat, samorządowiec, prezydent Kielc (zm. 1953)
- Ludomir Cieśliński, polski porucznik, działacz socjalistyczny i niepodległościowy (zm. 1914)
- William Dobbie, brytyjski polityk (zm. 1950)
- Heinrich Dunkel, niemiecki architekt (zm. 1922)
- Erno Erb, polski malarz pochodzenia żydowskiego (zm. 1943)
- Angelos Fetsis, grecki biegacz średniodystansowy, olimpijczyk (zm. ?)
- Jopie Fourie, Afrykaner służący w siłach zbrojnych ZPA (zm. 1914)
- Augustyn Gabor, polski kapłan, franciszkanin, prowincjał (zm. 1964)
- Witold Gorczyński, polski podpułkownik (zm. 1929)
- Ibrahim Haszim, jordański polityk, prawnik, dyplomata, premier Jordanii (zm. 1958)
- Jan Jakowicz, polski artysta malarz (zm. 1969)
- Francisco Lagos Cházaro, meksykański polityk, adwokat, prezydent Meksyku (zm. 1932)
- Dick Pegg, angielski piłkarz (zm. 1916)
- Ernst Ruge, niemiecki lekarz, polityk (zm. 1953)
- Jerzy Topór-Kisielnicki, porucznik kawalerii Legionów Polskich (zm. 1915)
- Tögs-Ocziryn Namnansüren(inne języki), premier Mongolii (zm. 1919)
- Jan Zhang Jingguang, chiński męczennik, święty katolicki (zm. 1900)
- Róża Zhao, chińska męczennica, święta katolicka (zm. 1900)
- Gieorgij Zielony, rosyjski fizjolog (zm. 1951)
- Edward Żeleński, polski urzędnik bankowy, artysta kabaretowy (zm. 1910)
- Oton Župančič(inne języki), słoweński poeta (zm. 1949)

## Zmarli
- 5 stycznia – Alfonso La Marmora, włoski generał i polityk, jedna z czołowych postaci włoskiego Risorgimento (ur. 1804)
- 18 stycznia – Józef Dietl, polski lekarz, rektor Uniwersytetu Jagiellońskiego, prezydent Krakowa (ur. 1804)
- 7 lutego – Pius IX, papież (ur. 1792)
- 15 lutego – Dow Ber Meisels, rabin krakowski, następnie warszawski (ur. 1798)
- 22 lutego – Maria od Jezusa d’Oultremont, belgijska zakonnica, błogosławiona katolicka (ur. 1818)
- 5 kwietnia – Leopold Kronenberg, warszawski bankier, inwestor (ur. 1812)
- 21 kwietnia – Temistocle Solera, włoski kompozytor i librecista (ur. 1815)
- 30 kwietnia – Śri Akkalkot Maharadż, indyjski jogin
- 14 maja – Toshimichi Ōkubo (jap. 大久保利通), japoński mąż stanu, samuraj z Satsumy (ur. 1830)
- 27 maja – Philipp Johann Ferdinand Schur, niemiecki botanik, farmaceuta, chemik i fabrykant (ur. 1799)
- 2 czerwca – Samuel Bennett, australijski dziennikarz i historyk (ur. 1815)
- 26 sierpnia – Maria Baouardy, palestyńska karmelitanka, stygmatyczka, święta katolicka (ur. 1846)
- 17 października – Eugeniusz Janota, polski animator ruchu turystycznego, germanista, taternik, przyrodnik, badacz folkloru góralskiego, ksiądz katolicki (ur. 1823)
- 14 grudnia – Alicja Koburg, brytyjska księżniczka, córka królowej Wiktoria Hanowerska (ur. 1843)
- 27 grudnia – Jean Laborde, francuski podróżnik i pionier rozwoju przemysłu Madagaskaru (ur. 1805)

## Święta ruchome
- Tłusty czwartek: 28 lutego
- Ostatki: 5 marca
- Popielec: 6 marca
- Niedziela Palmowa: 14 kwietnia
- Wielki Czwartek: 18 kwietnia
- Wielki Piątek: 19 kwietnia
- Wielka Sobota: 20 kwietnia
- Wielkanoc: 21 kwietnia
- Poniedziałek Wielkanocny: 22 kwietnia
- Wniebowstąpienie Pańskie: 30 maja
- Zesłanie Ducha Świętego: 9 czerwca
- Boże Ciało: 20 czerwca